# Insuperabile (singolo)
Insuperabile è un singolo del rapper italiano Rkomi, pubblicato il 2 febbraio 2022 come secondo estratto dalla riedizione del terzo album in studio Taxi Driver +.
Il brano è stato eseguito in gara al Festival di Sanremo 2022, classificandosi diciassettesimo al termine della manifestazione.

## Accoglienza
Andrea Laffranchi de il Corriere della Sera riscontra nella scelta artistica del rapper una ricerca di «consenso nazionalpopolare», convertendosi alla musica suonata e non rappata, sostenendo che il brano «gioca con gli stereotipi rock: un riff, una batteria che fa pestare i piedi, fiamme e motori potenti». Andrea Conti de Il Fatto Quotidiano scrive che il singolo si apre con «un giro sostenuto di basso che cattura dalle prime note». Anche Francesco Chignola di TV Sorrisi e Canzoni si è soffermato sul lato musicale, scrivendo che «parte subito con un basso potente, un ritmo veloce, abbattendo i confini tra rap e rock, con un finale orchestrale esplosivo», sebbene riscontri un testo un po' «pieno di immagini automobilistiche».
Il sito All Music Italia riscontra che il brano sia «un accumulo di immagini che descrivono un rapporto che corre; [...] un amore adrenalinico, che non conosce misura». Francesco Prisco de Il Sole 24 Ore definisce il ritornello del brano «furbetto» poiché «il rapper si trova alle prese con la missione impossibile di mettere d'accordo i suoi fan con quelli che ne capiscono di musica», trovando che il brano «non è poi così malaccio». Il Messaggero si sofferma sul testo, riportando che tratti di «un amore ad alta velocità, basato su eccessi e gas a tavoletta. Immagini roboanti ed emozioni insuperabili rafforzano un amore senza possibilità di eguali».

## Video musicale
Il video, diretto da YouNuts!, è stato reso disponibile in concomitanza del lancio del singolo attraverso il canale YouTube del rapper e ha visto la partecipazione dell'attrice Claudia Napolitano ex membro dei The Jackal.

## Tracce
Download digitale
1. Insuperabile – 2:52 (testo: Mirko Manuele Martorana, Alessandro La Cava – musica: Mirko Manuele Martorana, Alessandro La Cava, Francesco "Katoo" Catitti)

7"
- Lato A

1. Insuperabile – 2:52 (testo: Mirko Manuele Martorana, Alessandro La Cava – musica: Mirko Manuele Martorana, Alessandro La Cava, Francesco "Katoo" Catitti)

- Lato B

1. La coda del diavolo (feat. Elodie) – 3:08 (testo: Mirko Martorana, Davide Petrella – musica: Alessandro Pulga, Stefano Tognini, Dario Faini)

## Classifiche

### Classifiche settimanali
| Classifica (2022) | Posizione massima |
| ----------------- | ----------------- |
| Italia            | 6                 |

### Classifiche di fine anno
| Classifica (2022) | Posizione |
| ----------------- | --------- |
| Italia            | 25        |